# チャンプフェール

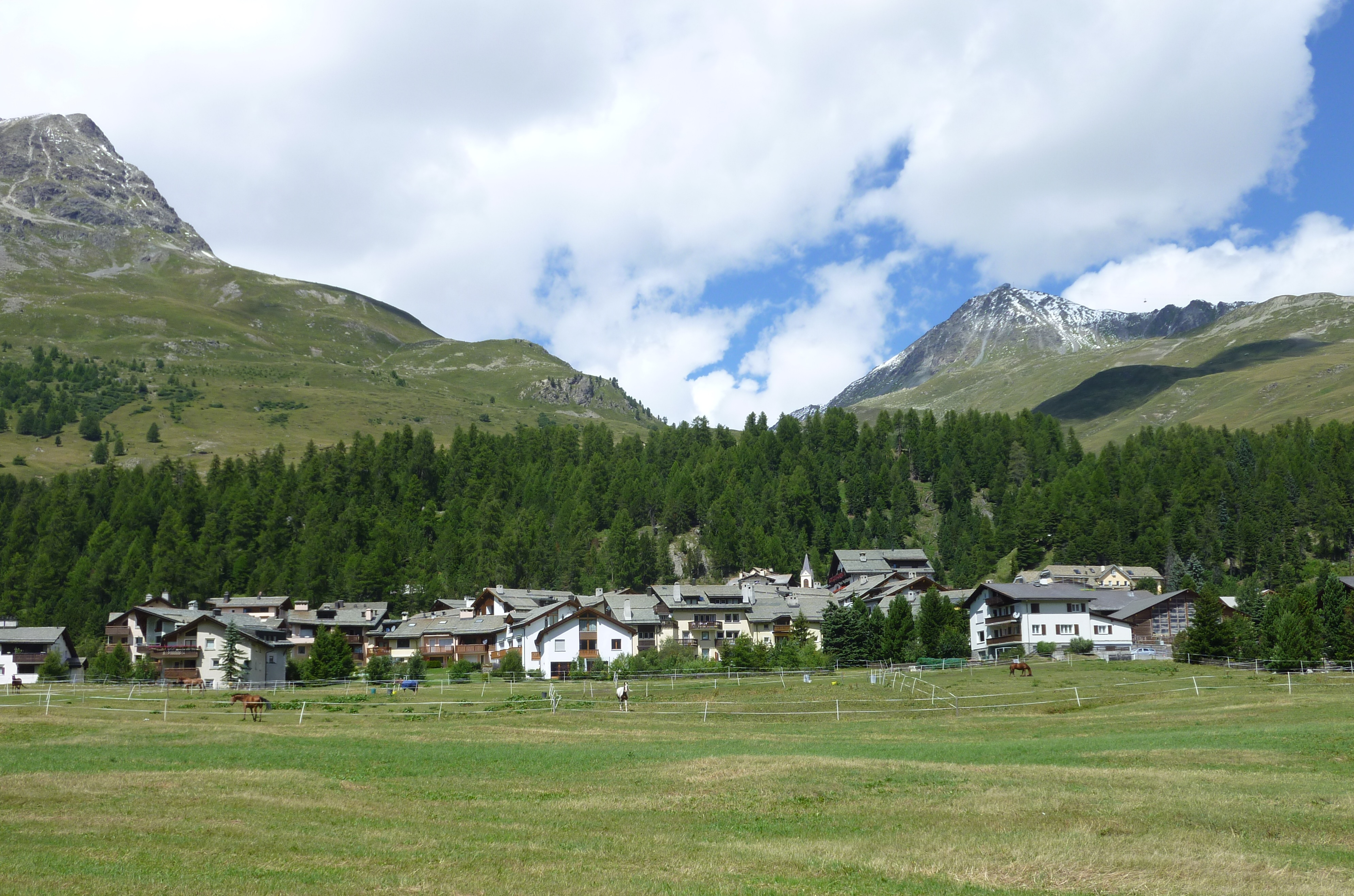
チャンプフェール

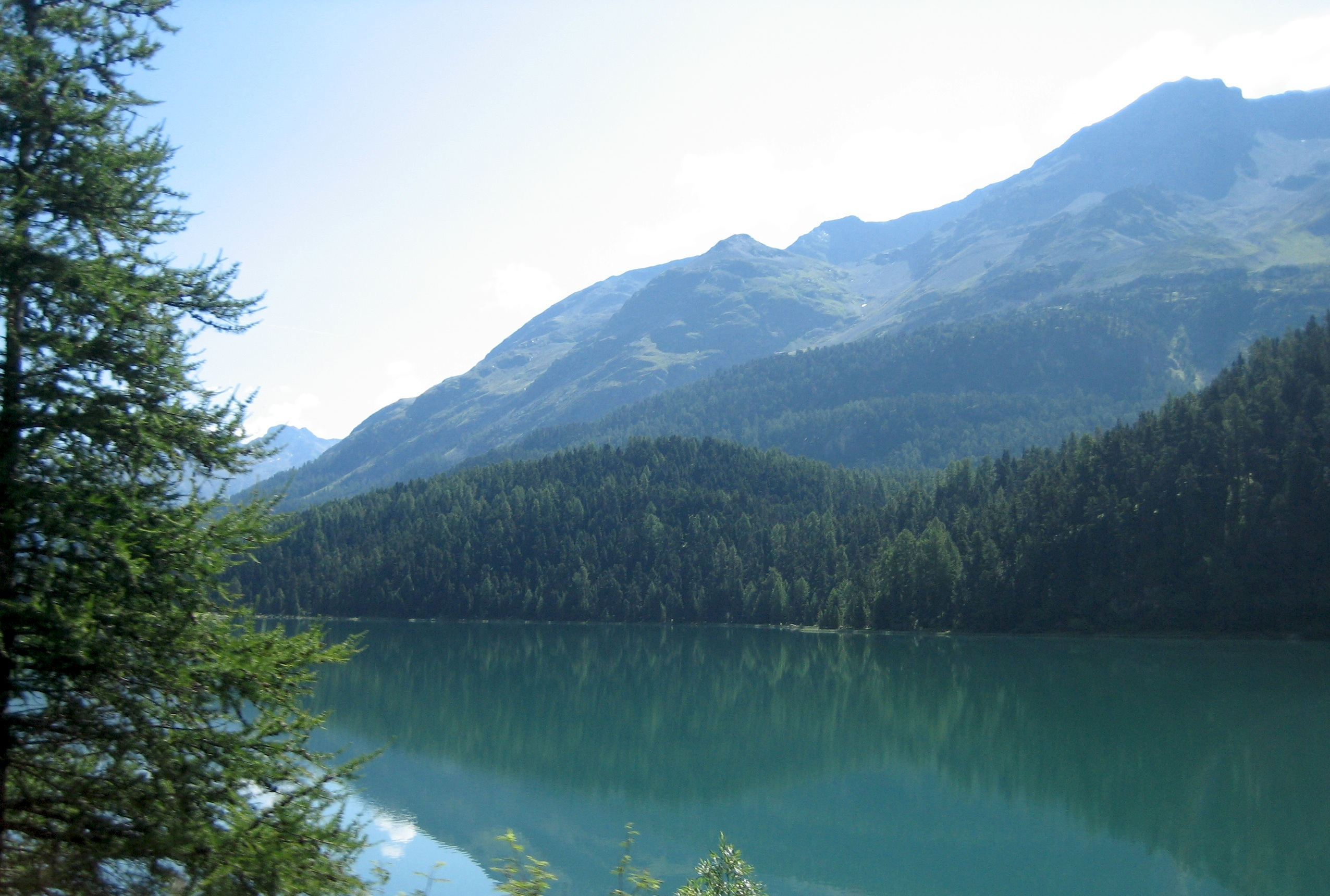
チャンプフェール湖

チャンプフェール（Champfèr）は、スイス・グラウビュンデン州にあるエンガディンの谷に位置する村落である。行政的にはサンモリッツに属する。
シルヴァプラーナ湖盆地にあるチャンプフェール湖（ロマンシュ語：Lej da Champfèr）が村落の名称の由来となった。